# Цитокиновый шторм
Цитокиновый шторм или гиперцитокинемия — потенциально летальная реакция иммунной системы, характеризуемая быстрой пролиферацией и повышенной активностью T-клеток, макрофагов и естественных киллеров с высвобождением защитными клетками различных воспалительных цитокинов и химических медиаторов. Суть состояния заключается в выработке большого количества медиаторов воспаления, которые приводят к активации иммунных клеток и высвобождению последними новой порции медиаторов вследствие наличия неконтролируемой положительной обратной связи между этими процессами. Порочный круг вызывает разрушение тканей очага воспаления, одновременно реакция распространяется на соседние ткани и по мере развития приобретает системный характер, охватывая весь организм в целом.
Синдром цитокинового шторма описывает различные патологические состояния со схожим клиническим фенотипом системного воспаления. Цитокиновый шторм может протекать в тяжёлой форме и приводить к полиорганной недостаточности, гиперферритинемии, при отсутствии лечения — часто к смерти. Может возникнуть в результате инфекций, ревматических или аутоиммунных расстройств, онкологических и других заболеваний, а также после некоторых типов иммунотерапий. Часто синдромы цитокинового шторма у пациентов остаются нераспознанными, а доказательной базы по лечению не хватает.
Исторически первым представителем синдрома цитокинового шторма, обнаруженным врачами, являлся сепсис. Также к синдромам цитокинового шторма относятся гемофагоцитарный лимфогистиоцитоз, синдром активации макрофагов, синдром высвобождения цитокинов. В тяжёлых случаях COVID-19 также наблюдаются повышенные уровни цитокинов, что характеризуется как цитокиновый шторм.

## Общие сведения
Точного определения понятия «цитокиновый шторм» нет, в широком смысле под ним понимают гипервоспалительную реакцию, при которой активно высвобождаются интерфероны, интерлейкины, факторы некроза опухоли, хемокины и некоторые другие медиаторы. При этом цитокиновый шторм предполагает причинение вреда собственным клеткам организма из-за высвобождения цитокинов. Цитокиновый шторм легко распознаётся в гипервоспалительных заболеваниях по повышенному уровню цитокинов в отсутствие патогена, однако при инфекционных заболеваниях его трактовка становится сложной, поскольку воспалительная реакция одновременно и помогает избавиться от патогена, и причиняет вред организму.

## Терминология
Термин «цитокиновый шторм» часто используется взаимозаменяемо с синдромом высвобождения цитокинов, однако синдромы имеют разные характеристики. Синдром высвобождения цитокинов обычно используется применительно к реакции организма на различные терапии, при которых происходит чрезмерная активация иммунной системы (например, на терапию CAR T-клетками), и характеризуется задержкой в проявлении симптомов в дни или недели, а его основным медиатором является интерлейкин-6 (IL-6). Цитокиновый шторм тоже может быть реакцией на лекарства, но характеризуется чрезмерным системным воспалением и нестабильностью гемодинамики, а основными медиаторами являются фактор некроза опухоли альфа (ФНО-α) и интерферон гамма. Взаимозаменяемое использование понятий «цитокиновый шторм» и «синдром высвобождения цитокинов» привело к тому, что во время пандемии COVID-19 в тяжёлых случаях заболевания применялись сильные иммуномодулирующие средства, предназначенные для синдрома высвобождения цитокинов, несмотря на то, что уровень IL-6 в случае COVID-19 был на порядки ниже.

## Симптомы
Основным симптомом в большинстве случаев является фебрильная температура тела, в тяжёлых случаях температура может повышаться до высоких значений.
В общем случае симптомы могут включать в себя:
- лихорадку,
- головные боли,
- боли в мышцах,
- боли в суставах,
- сыпь,
- потерю аппетита,
- диарею,
- усталость,
- нейропсихиатрические нарушения.

Возможны респираторные симптомы, включая кашель и одышку. Случаи цитокинового шторма могут быстро прогрессировать до тяжёлой формы.

## Клиническая картина
Цитокиновый шторм может оказаться сложно различить на фоне исходного заболевания из-за схожести протекаемых процессов. Из клинических особенностей могут присутствовать лихорадка с постоянной температурой, спленомегалия, гепатомегалия с нарушением работы печени, лимфаденопатия, коагулопатия, цитопения, кожная сыпь и различные неврологические симптомы.
При диссеминированном внутрисосудистом свёртывании крови могут возникать непроходимость сосудов, кровотечения, гипоксия, гипотония, нарушение гомеостаза, вазодилятационный шок и смерть. В случаях с респираторными симптомами возможно прогрессирование до острого респираторного дистресс-синдрома.

## Лечение
Помимо поддерживающего лечения, лечение цитокинового шторма может осуществляться иммуносупрессией вместе с попытками контроля вызвавшего данное нарушение заболевания или спровоцировавших факторов. Поддерживающее лечение включает в себя интенсивную терапию при нестабильной гемодинамике, поддержку организма при нарушении работы определённых органов и коррекцию коагулопатии, однако сами по себе поддерживающие меры вряд ли будут достаточны для восстановления гомеостаза без воздействия на причины цитокинового шторма. В случае сепсиса, вызванного инфекцией, может оказаться достаточным поддерживающего лечения и противомикробной терапии.
| Синдром                                                                               | Патологические эффекторы                      | Потенциальная целевая терапия                                                    |
| ------------------------------------------------------------------------------------- | --------------------------------------------- | -------------------------------------------------------------------------------- |
| Семейный гемофагоцитарный лимфогистиоцитоз                                            | CD8+ T-лимфоциты, IFN-γ, IL-33                | Ингибиторы функции T-лимфоцитов, нейтрализация IFN-γ, блокаторы рецепторов IL-33 |
| Связанный с вирусом Эпштейна-Барр гемофагоцитарный лимфогистиоцитоз                   | Вирусемия, IFN-γ                              | Терапия по снижению количества B-лимфоцитов                                      |
| Связанный с системным ювенильным идиопатическим артритом синдром активации макрофагов | IL-1β, аутоиммунная реакция миелоцитов, IFN-γ | Блокаторы IL-1β, нейтрализация IFN-γ                                             |
| Связанный с геном NLRC4 синдром активации макрофагов                                  | IL-18, индуцируемый IL-18 IFN-γ               | Интерлейкин-18-связывающий белок, нейтрализация IFN-γ                            |
| Синдром высвобождения цитокинов                                                       | IL-6, макрофаги                               | Блокаторы IL-6, нейтрализация IL-6                                               |

Лечение цитокинового шторма, вызванного вирусами, может оказаться непростой задачей, поскольку он может вызываться разными типами вирусов, могут отличаться пути передачи инфекции, очаги воздействия инфекции, патогенез и высвобождаемые цитокины.

## История
Первое появление термина «цитокиновый шторм» в литературе было предположительно в 1993 году при описании реакции трансплантата против хозяина, где он использовался для описания хаотического патофизиологического состояния, сопровождавшего пересадку органов.
В исследованиях инфекций термин начал использоваться с сообщений о цитомегаловирусе в 2000 году, а позже — в сообщениях про связанный с вирусом Эпштейна — Барр гемофагоцитарный лимфогистиоцитоз, стрептококковую инфекцию группы А, вирусы гриппа, натуральную оспу и тяжёлый острый респираторный синдром. В научной литературе термин стал чаще встречаться с 2005 года в контексте птичьего гриппа. В конечном итоге термин был адаптирован для обозначения отклонений в выработке растворимых медиаторов и сопровождающейся иммунопатологии, следовавших за вирусными или бактериальными инфекциями.
Первым же представителем синдрома цитокинового шторма, обнаруженным врачами, являлся сепсис. Выводы о том, что сепсис является скорее реакцией иммунной системы, нежели воздействием патогена, были выдвинуты Уильямом Ослером в 1904 году в его книге «The Evolution of Modern Medicine» (в переводе с английского — «Эволюция современной медицины»). Термин «синдром цитокинового шторма» впоследствии был введён для обобщения различных состояний, при которых воспалительный процесс может привести к заболеванию, схожему с сепсисом.